# OpenCritic
OpenCritic ist eine Website für die Wertungsaggregation von Computerspielen. Gegründet wurde sie von Matthew Enthoven, Charles Green, Aaron Rutledge und Richard Triggs. OpenCritic listet Wertungen zu Spielen von verschiedenen Computerspielkritikern unterschiedlicher Publikationen. Aus den Wertungen wird ein Gesamtwert aggregiert, der dann eine Gesamtwertung ergibt. Darüber hinaus finden weitere Metriken Anwendung, wie der prozentuale Anteil an Kritikern, die das Spiel unabhängig von einer auf Zahlen basierenden Wertung empfehlen sowie ein Gesamtvergleich mit anderen Spielen bei OpenCritic.

## Geschichte
OpenCritic wurde aufgrund von Kontroversen um den Wertungsaggregator Metacritic entwickelt. Die Metacritic-Wertung eines Spiels hat einen nicht unerheblichen Einfluss auf dessen finanziellen Erfolg und führt teilweise bei hohen Metascores zu Bonuszahlungen für die Entwickler. Metacritic gibt jedoch wenig dazu bekannt, wie der Metascore berechnet wird und gewichtet einzelne Wertungen, je nach Publikation, unterschiedlich.
Das Konzept von OpenCritic wurde von einem Team um Matthew Enthoven (bis Juni 2016 bei Riot Games) entwickelt. Die Grundphilosophie der Seite war es, die Tücken von Metacritic zu vermeiden und die Berechnung der Wertungsaggregation offen darzustellen. Weiterhin sollten die Wertungen „menschlicher“ werden, indem die Reviews mit dem Namen des Autors aufgelistet werden und Nutzer die Prioritäten dieser ändern können.
Die Website ist seit 2014 in Entwicklung und ging offiziell am 30. September 2015 online. Zu Beginn aggregierte die Seite Wertungen von 75 unterschiedlichen Publikationen. Wertungen zu Spielen vor der Gründung der Website sollen nicht im großen Stil aufgeführt werden. Zwischenzeitlich sollten auch Spiele für Nintendo 3DS und PlayStation Vita nicht mit aufgenommen werden, aufgrund der schlechteren Quellenlage für Video- und Bildmaterial, davon wurde Anfang 2016 jedoch wieder abgesehen. Entwickler können ihre Spiele einreichen, so lange sie gewisse Kriterien erfüllen, genau wie andere Publikationen. In Zukunft sollen auch Wertungen für Spiele in Steams Early-Access-Programm gelistet werden.
Zusätzlich zu den Seiten für Spielewertungen besitzt OpenCritic auch Unterseiten für die individuellen Publikationen und Kritiker. Die Seite besitzt keine Werbung und finanziert sich durch Abonnements über den Anbieter Patreon und Affiliate-Links.
Seit Januar 2020 listet der Epic Games Store die aggregierten OpenCritic-Rezensionen und Bewertungen zu den jeweiligen Computerspielen auf deren Store-Seite auf.

## Inhalt
OpenCritic sammelt Hyperlinks zu externen Websites für Computerspielwertungen und bildet daraus eine Landingpage. Reviews, die numerische Wertungen erhalten, fließen in die Durchschnittswertung mit ein. Kritiken ohne numerische Wertung werden ebenfalls gelistet. Diese kommen häufig von bekannten YouTube-Spielekritikern. Nutzer der Seite können Reviews als zuverlässige Publikation markieren, was zu einer priorisierten Darstellungsweise für den jeweiligen Nutzer führt sowie zu einer  personalisierten Wertungsaggregation.